# Palatul de Finanțe din Suceava

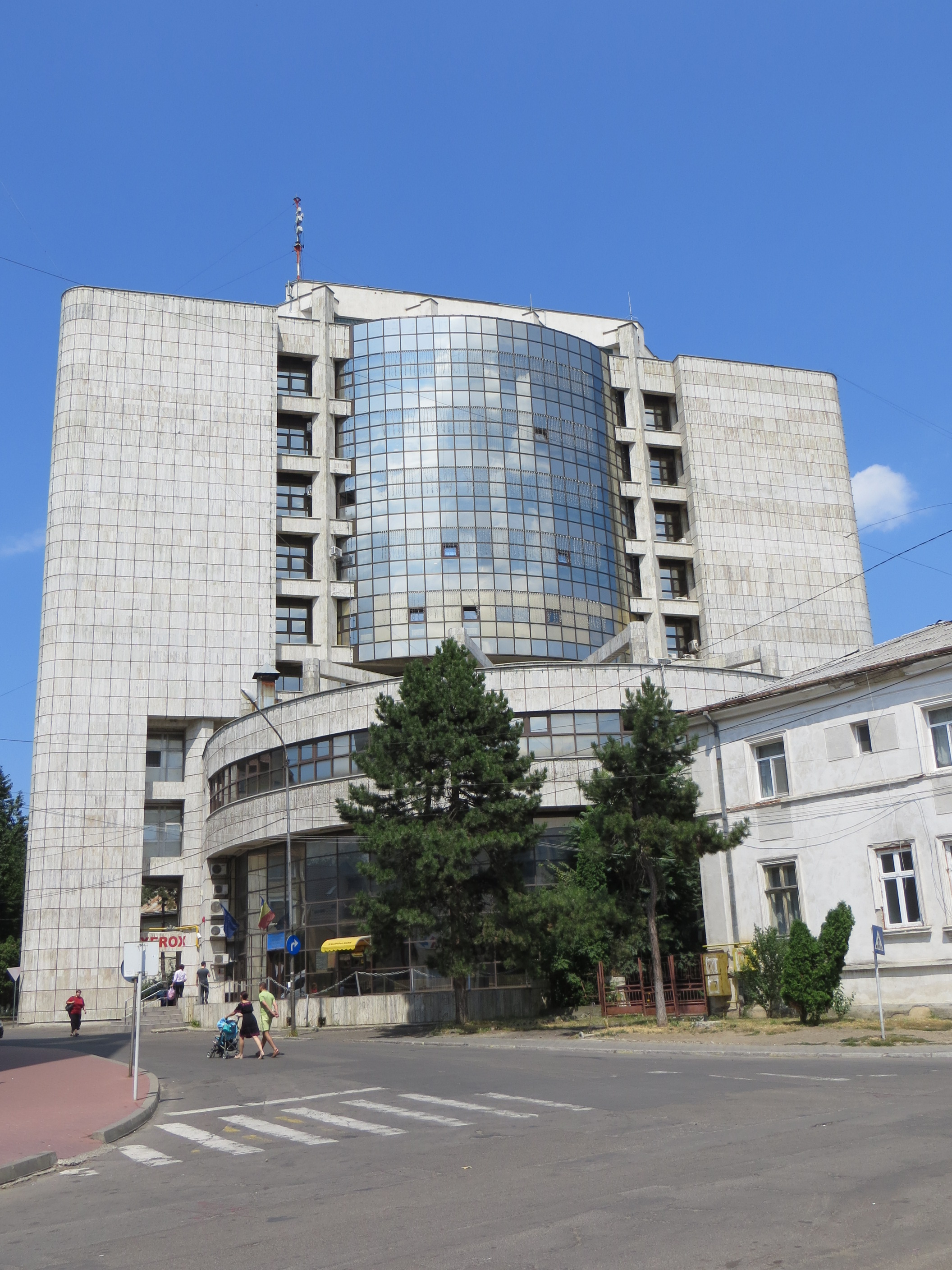
Palatul de Finanțe din Suceava

Palatul de Finanțe din Suceava este o clădire reprezentativă a municipiului Suceava, în care funcționează Administrația Județeană a Finanțelor Publice (ANAF) Suceava. Clădirea este situată pe strada Vasile Bumbac nr. 1, în centrul orașului.

## Localizare
Palatul de Finanțe este situat în spațiul format de străzile Ștefan cel Mare și Vasile Bumbac cu Parcul Drapelelor. În imediata vecinătate se află Clădirea Sindicatelor (Casa Samuil Isopescu), Complexul „Moda” și clădirea monument istoric ce găzduiește Muzeul Național al Bucovinei (construită în perioada 1902–1903).

## Arhitectură
Edificiul se impune în peisajul zonei atât prin aspectul masiv, cât și prin înălțime. A fost construit la finalul anilor '90 ai secolului al XX-lea, fiind cel mai nou palat al Sucevei. Se diferențiază de clădirile monumentale vechi ale orașului, Palatul de Justiție (1885) și Palatul Administrativ (1903–1904), prin arhitectura modernă.
Corpul principal al clădirii are formă de triunghi dreptunghic și are 11 niveluri. În partea din față, de corpul principal este atașat un alt corp de înălțime mult mai redusă și de formă semicirculară, care reprezintă intrarea principală în palat. Această intrare a rămas în mare parte obturată de un bloc de locuințe situat la strada Ștefan cel Mare, care era prevăzut inițial a fi demolat. În acest fel, intrarea în Palatul de Finanțe ar fi fost față în față cu intrarea în clădirea Muzeului Bucovinei.

## Imagini

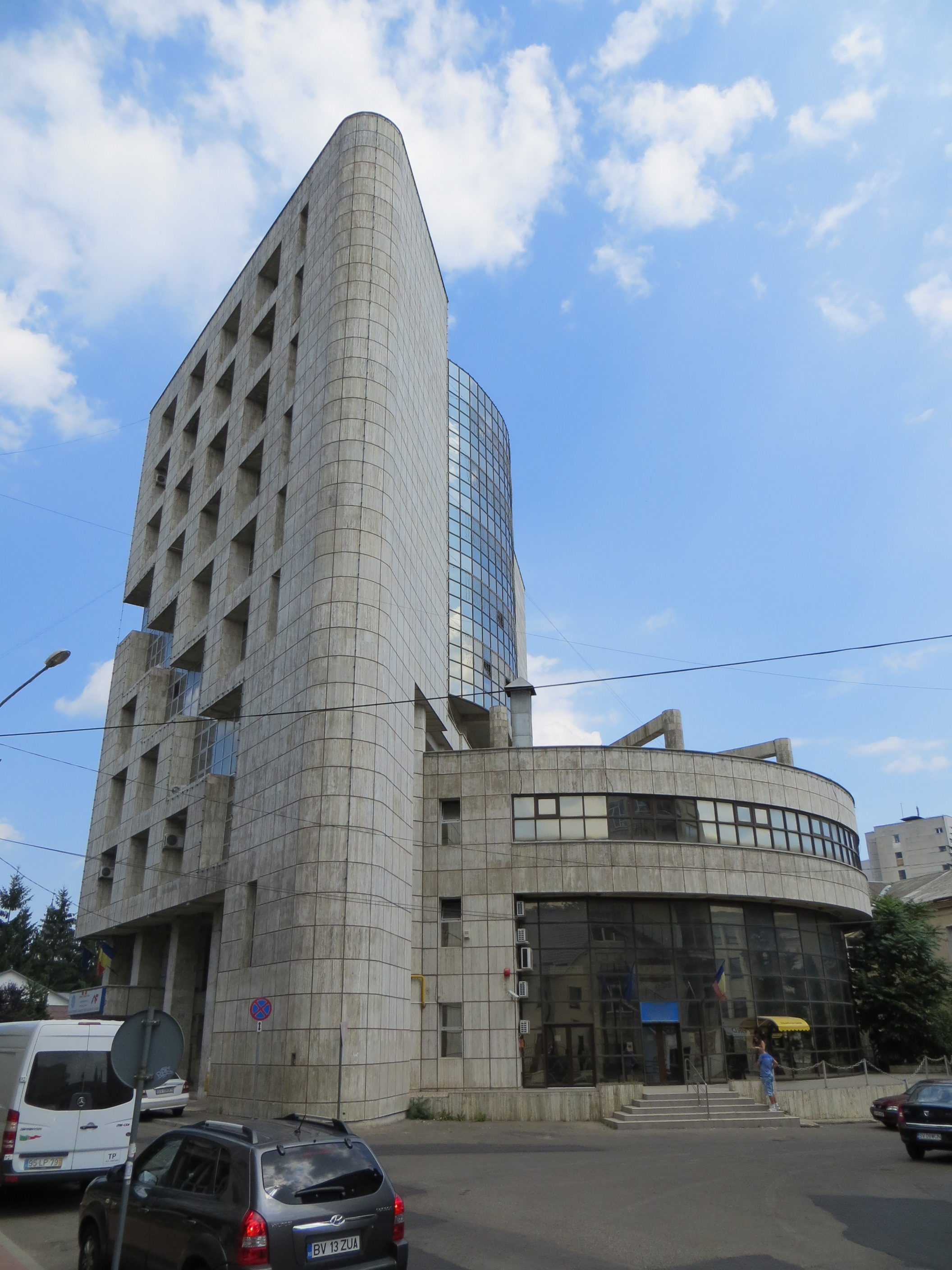
Palatul de Finanțe din Suceava
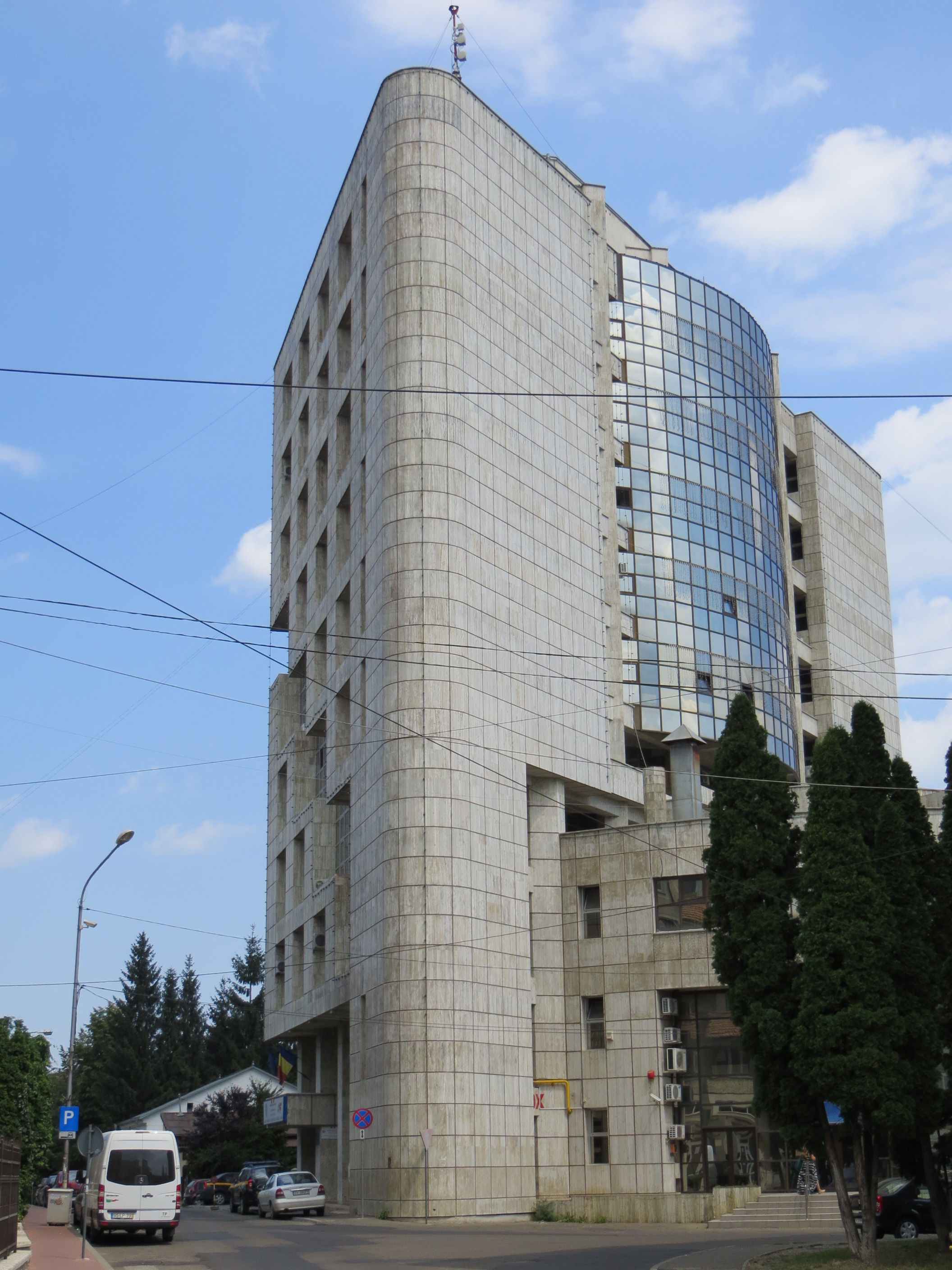
Palatul de Finanțe din Suceava
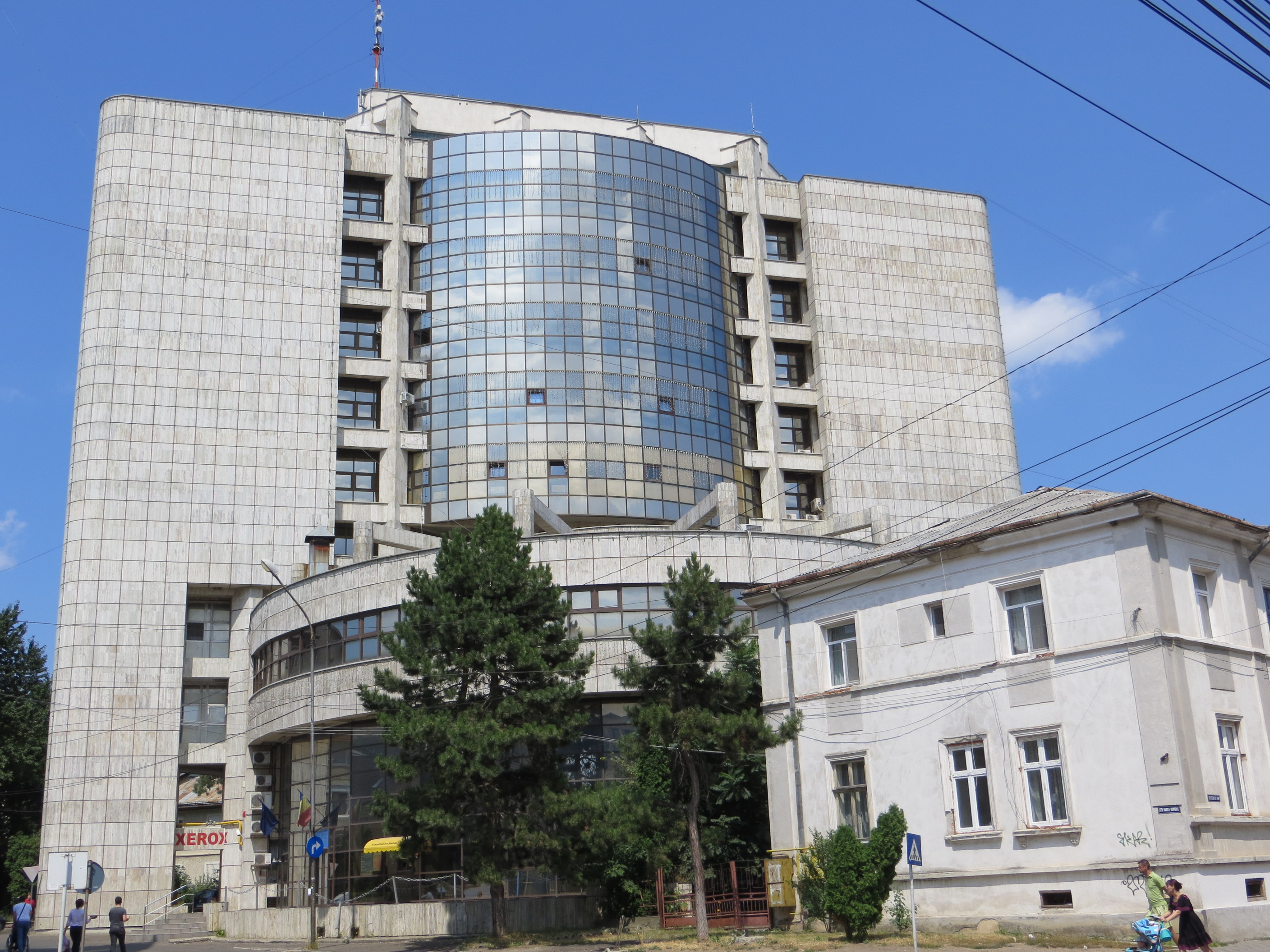
Palatul de Finanțe din Suceava
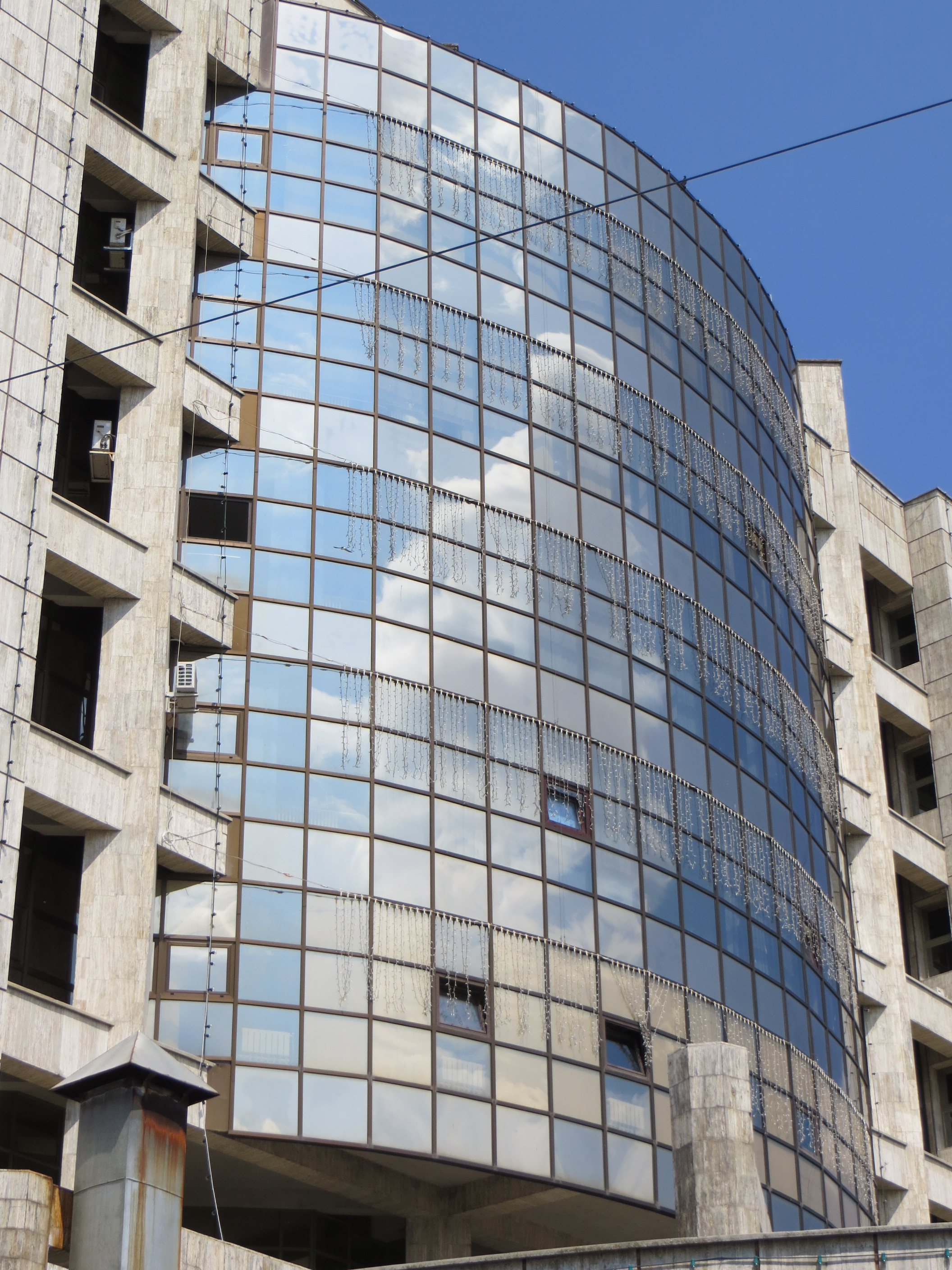
Palatul de Finanțe din Suceava
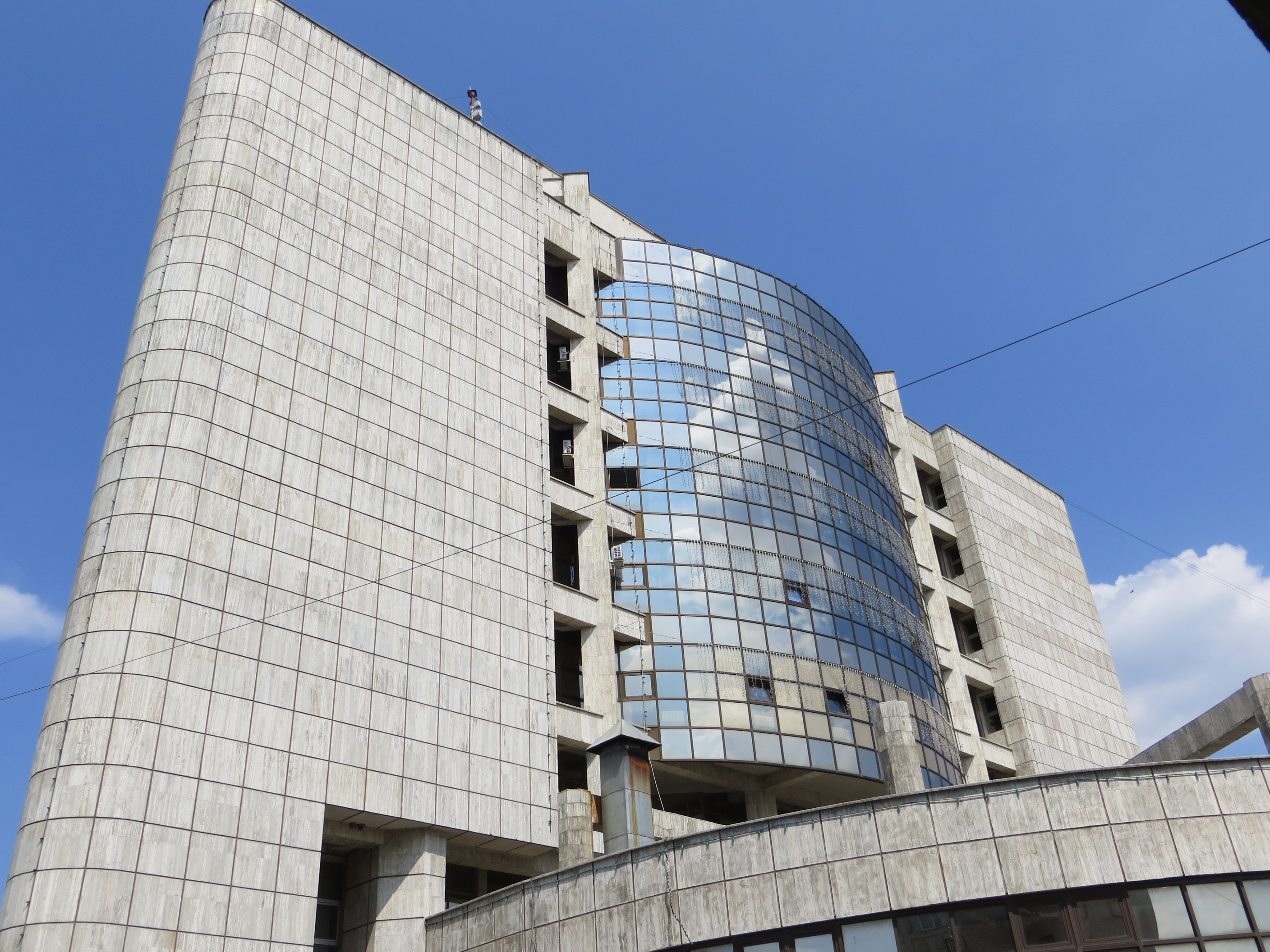
Palatul de Finanțe din Suceava
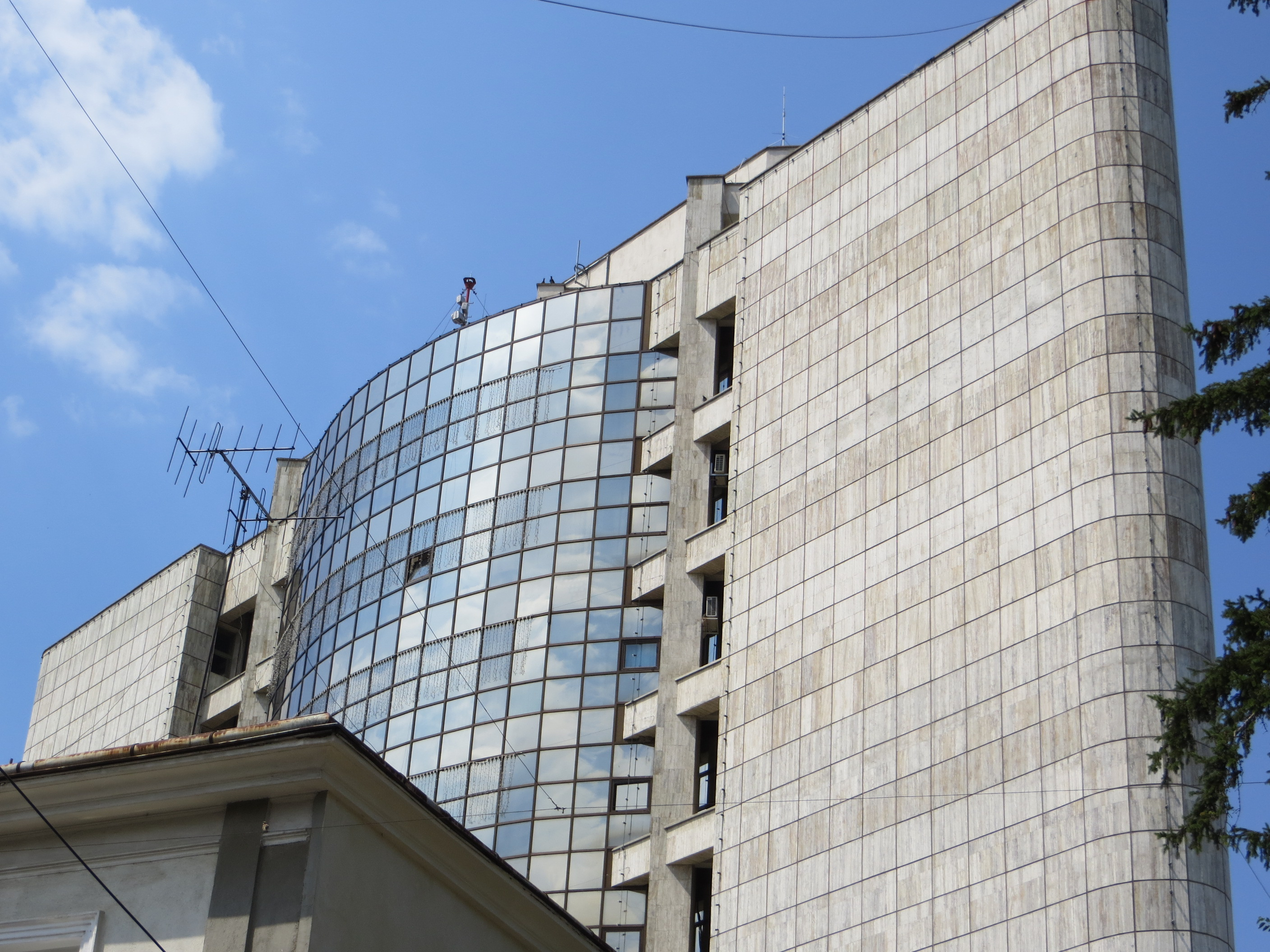
Palatul de Finanțe din Suceava
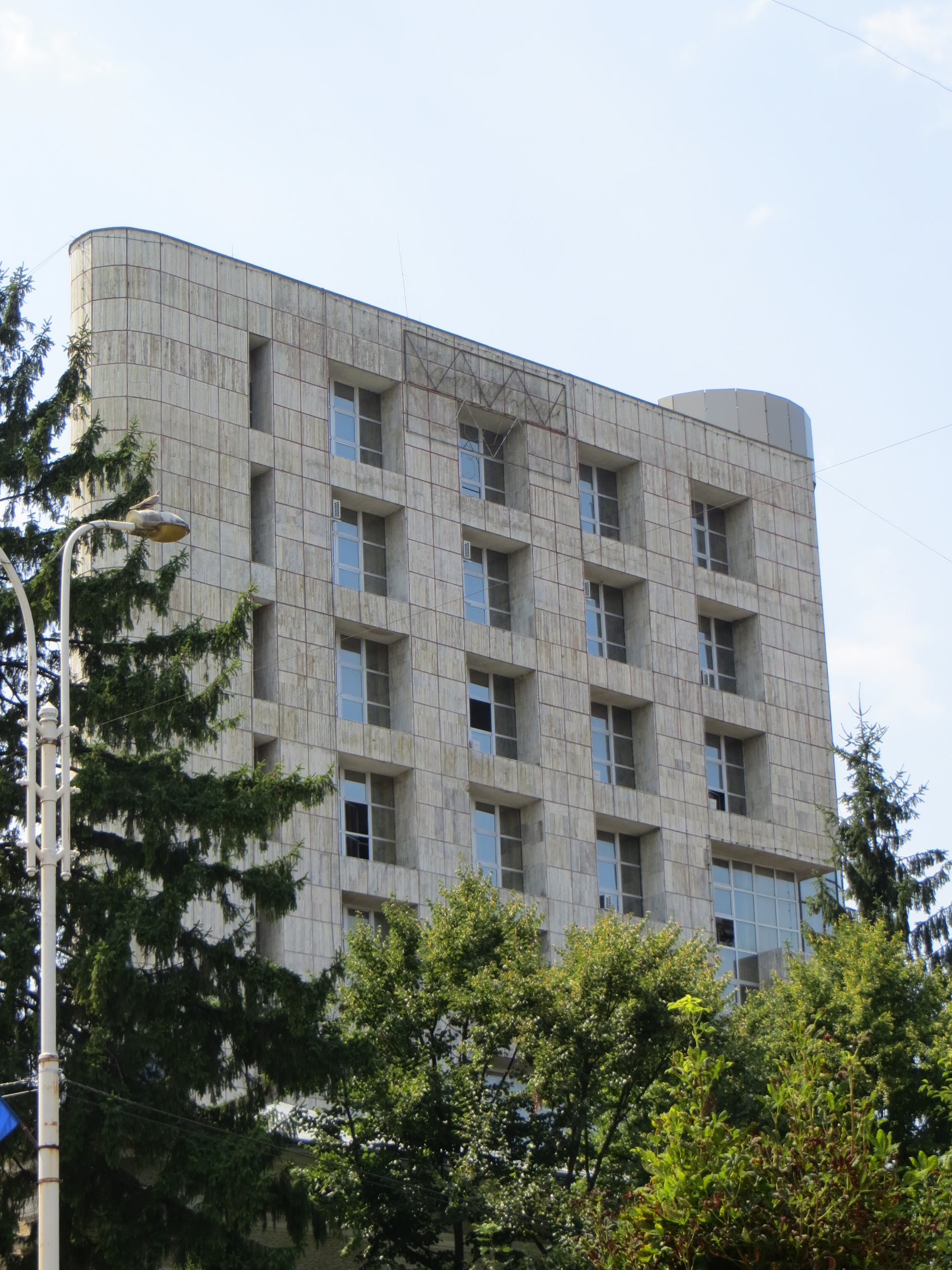
Palatul de Finanțe din Suceava
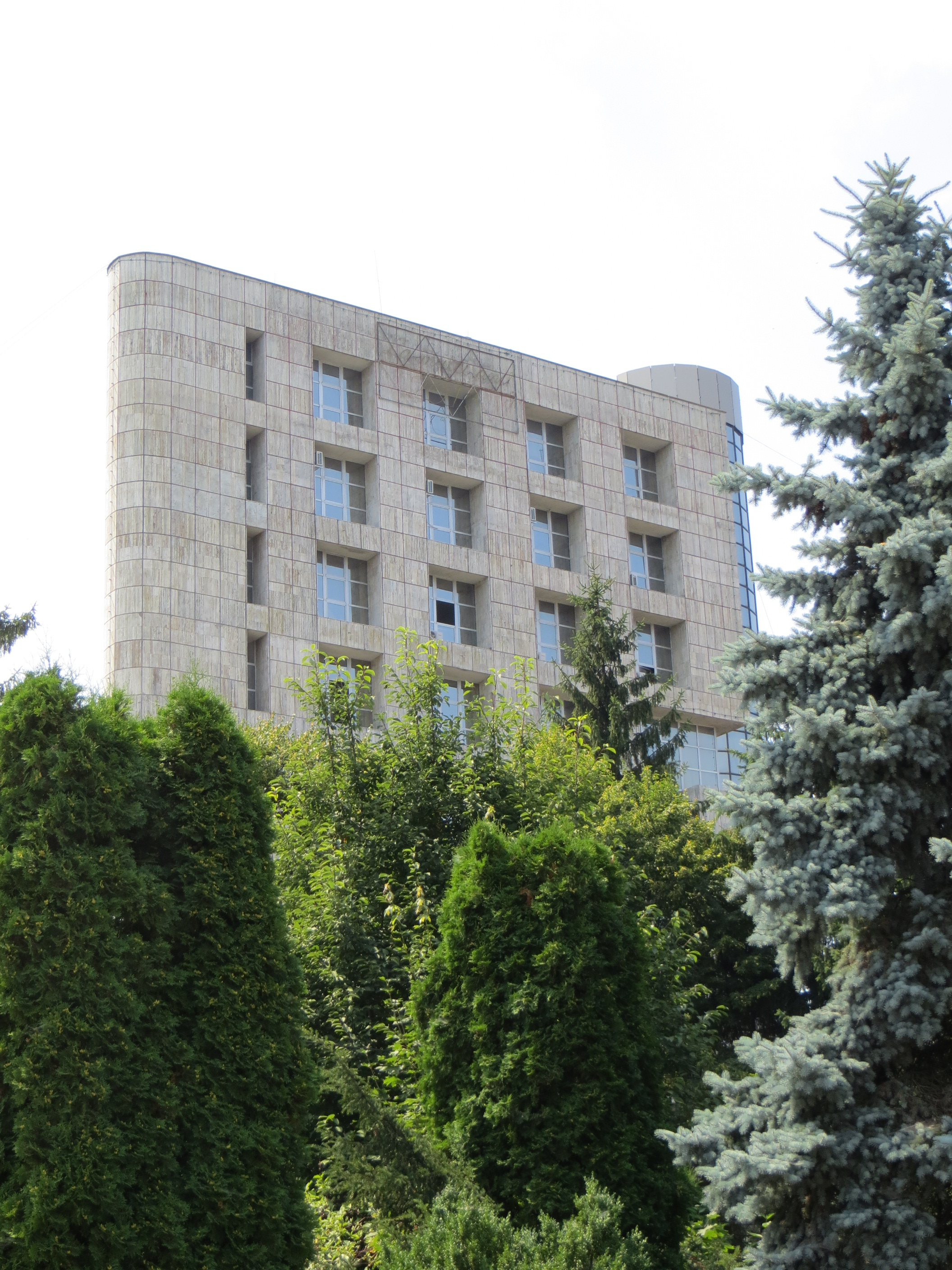
Palatul de Finanțe din Suceava
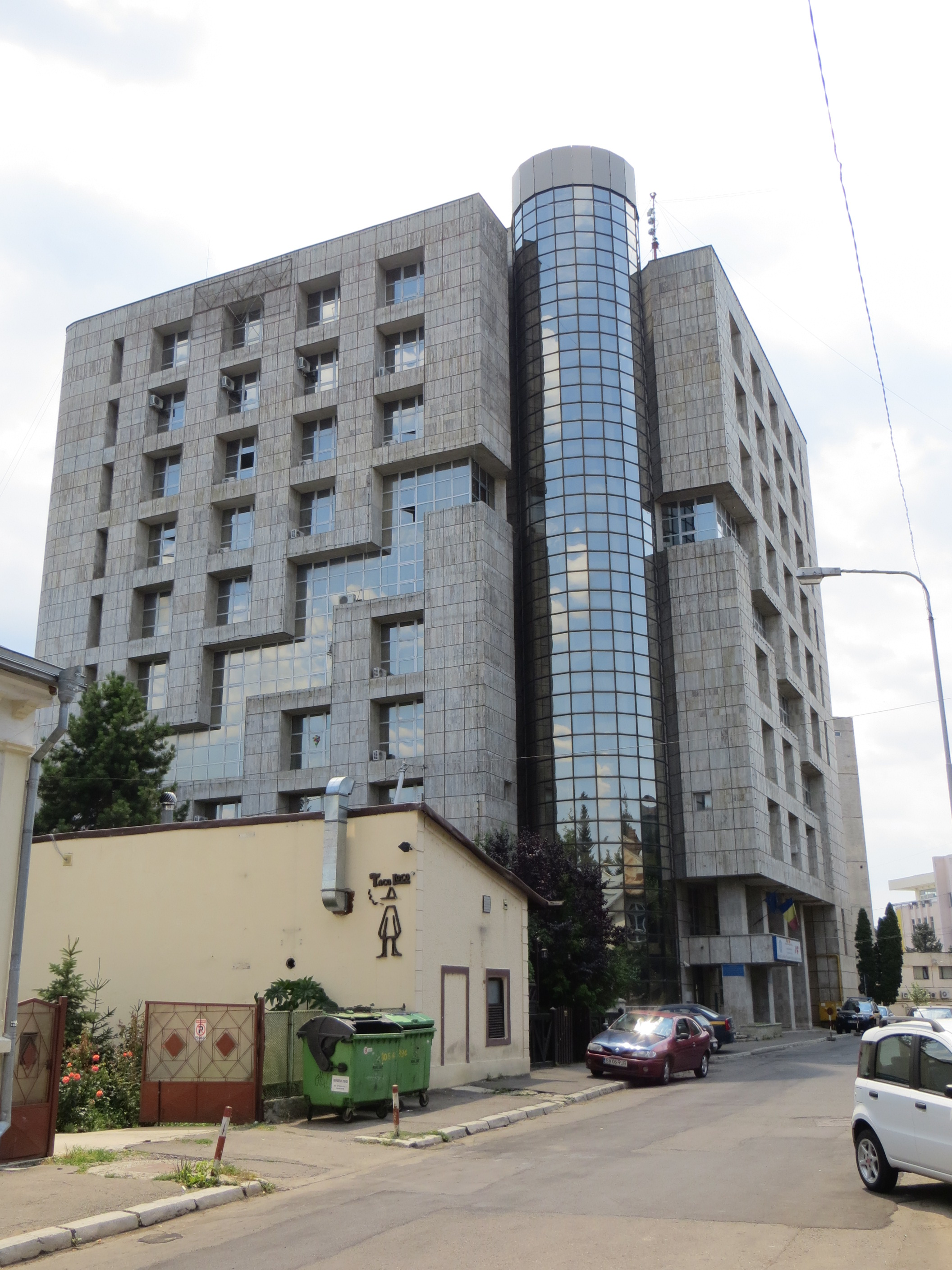
Palatul de Finanțe din Suceava
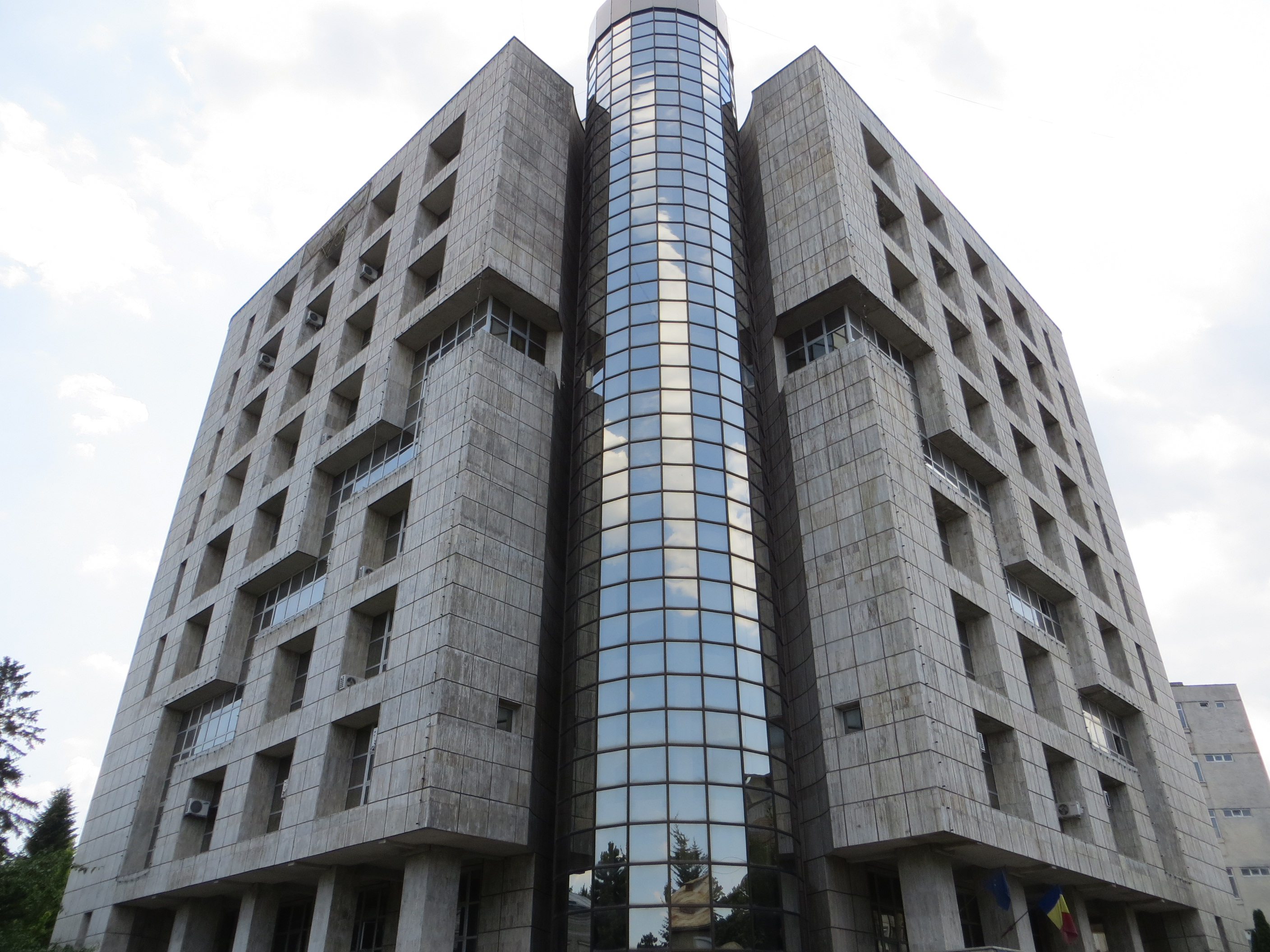
Palatul de Finanțe din Suceava
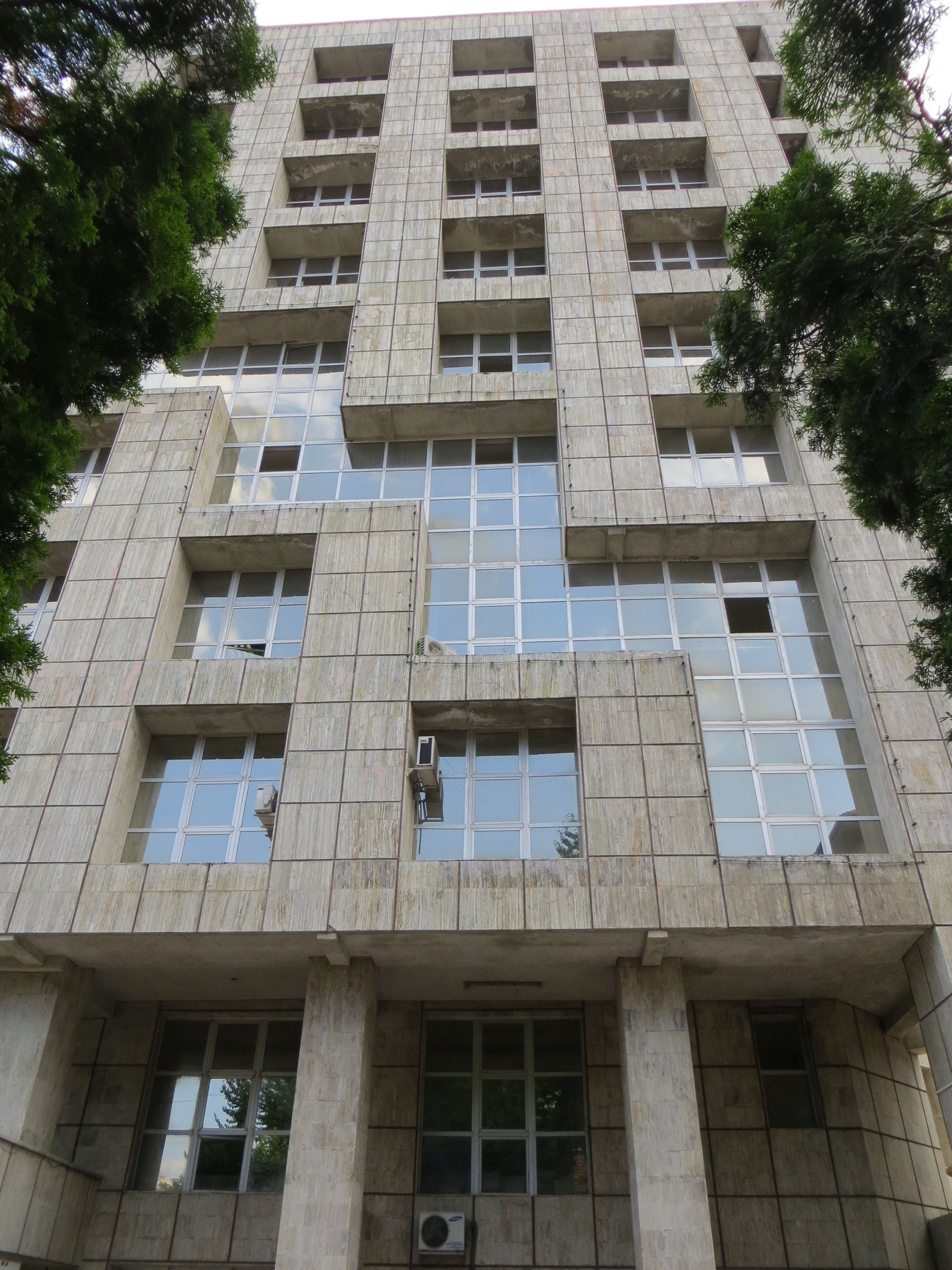
Palatul de Finanțe din Suceava